# 7815 Dolon
7815 Dolon eller 1987 QN är en trojansk asteroid i Jupiters lagrangepunkt L5. Den upptäcktes 21 augusti 1987 av den belgiske astronomen Eric W. Elst vid La Silla-observatoriet. Den är uppkallad efter Dolon i den grekiska mytologin.
Asteroiden har en diameter på ungefär 42 kilometer.